# 鳥居清信

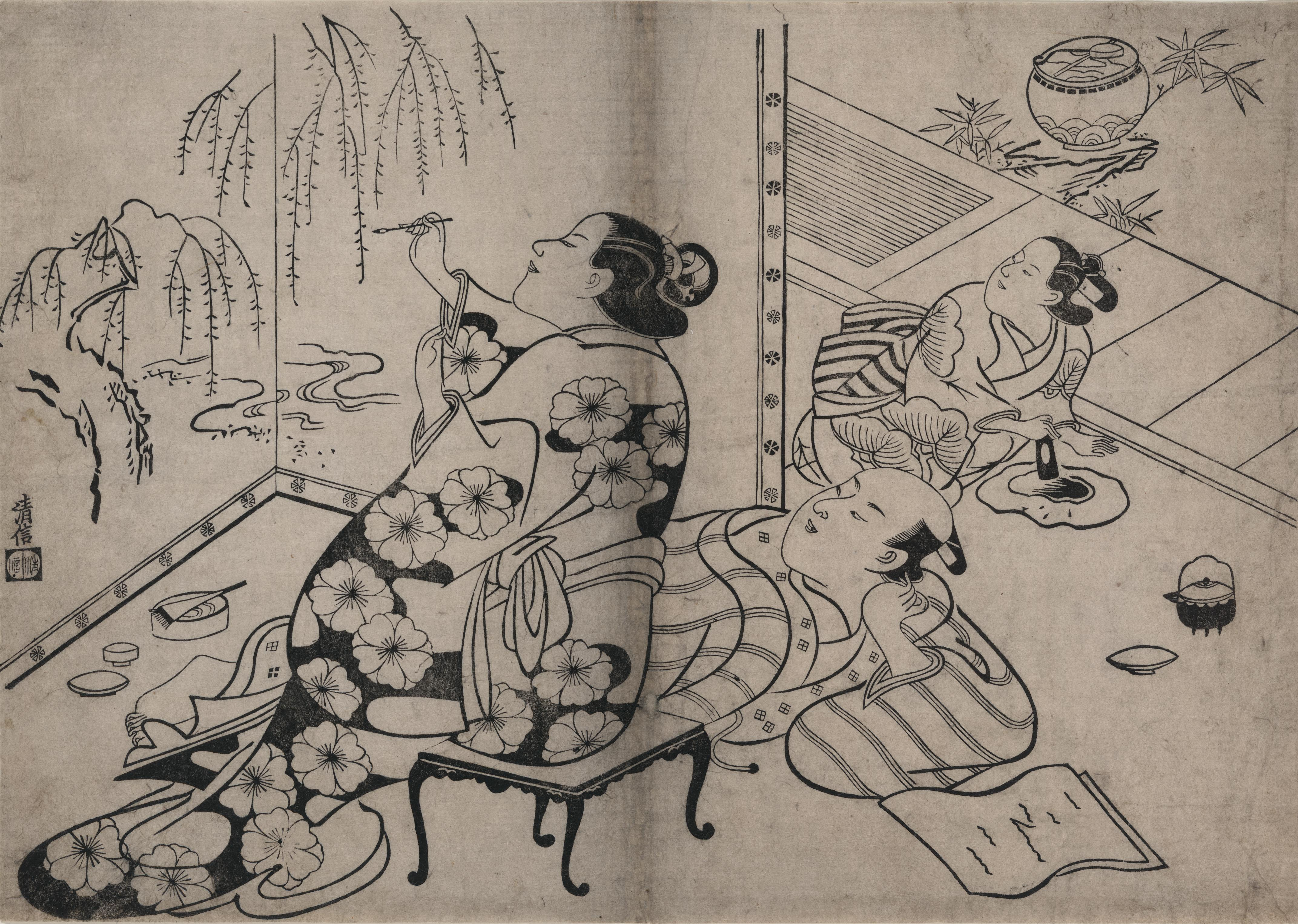

鳥居 清信（とりい きよのぶ、寛文4年〈1664年〉 - 享保14年7月28日〈1729年8月22日〉）とは、江戸時代中期の浮世絵師。鳥居派の祖。

## 来歴
鳥居清元の次男。通称は庄兵衛。鳥居庄兵衛、絵師鳥居庄兵衛、大和鳥居庄兵衛「清信」、和画工鳥居庄兵衛清信などと号す。大坂の生まれで、幼少時、京都に出て吉田半兵衛に浮世絵を学んだ。貞享4年（1687年）に父とともに大坂から江戸難波町にくだり、24歳で若衆歌舞伎に関係して職を得、ここに鳥居家と芝居道が結ばれたのであった。父の清元が市村座をはじめとする様々な座の看板絵を描いていて評判になっていたことにより、清信もそれを始めた。青年期には菱川師宣の『古今役者物語』に接し、師宣の影響の強い作品を描いていた。清信は江戸歌舞伎において「荒事」と呼ばれる豪傑、神仏、妖魔などの超人的な強さを表現するために、顔や手足に隈取をし、鬘、衣装、小道具、動作、発声などを全て様式的に表現するという荒々しい演技の表現に努め、看板絵の効果という必要性と合わせて「ひょうたん足みみず描き」といわれる画法を凝らした。それは元禄から享保期（1688年から1735年）に新しい風を吹き込み、当時の市民の風潮、好みとも合致して鳥居派の様式的な基礎を作った。しかしその一方で、柔軟な色気のある美人画や枕絵もあって才能の広さを知ることが出来る。美人画には懐月堂派風の影響も見られるが、より明快で艶美な作品になっている。また鳥居派の絵師の中では肉筆画も良く描いている。
清信の署名および刊行年の見られる最初の作品は元禄10年（1697年）の浮世草子『好色大福帳』と『本朝廿四孝』であった。さらに同年、『参会名護屋』、『兵根元曾我（つわものこんげんそが）』という絵入り狂言本を無署名により出している。これらの画風を見ると既に島居派の発達した様式をかもし出している。元禄13年（1700年）刊行の役者絵本『風流四方屏風』二冊、同年刊行の遊女絵本『娼妓画牒』（けいせいえほん）などを著している。ただし『娼妓画帳』は現在伝わっていない。清信による芝居描写は非常に装飾的で曲線が多い格好であり、上方のより洗練された優美な演出から出ている点は疑念がない。ただし、その筆線は看板絵のように大胆かつ厚みがあるため、同時期の鳥居清倍のものと区別することは難しい。元禄11年（1698年）から享保12年ごろ（1727年）までの間に当時の流行の遊女や役者を描いたと見られる一枚絵が最低でも25点知られている。菱川師宣の影響がみられる肉筆美人画や役者絵などもよくして、狩野派や土佐派も学び、それらを合わせ、独自の画法を展開し鳥居派の基礎を築いた。代表作としては元禄末年-宝永初年ごろの墨摺絵「立美人」（東京国立博物館所蔵）、正徳（1711年-1716年）ごろの作とされる絵馬「大江山図」（福島・田村神社所蔵）、享保前期の肉筆美人画「傘持美人図」（東京国立博物館所蔵）などがあげられる。また「早川はつせの和国 中村七三郎の千原左近いの助」など多数が重要美術品になっている。享年66。墓所は豊島区の染井墓地（法成寺墓地）にあったが現在は妙顕寺に移されている。法名は浄源院清信日立信士。
なお、二代目鳥居清信は三男が継いだといわれているが、鳥居清倍と同一人物だという説もある。通称を庄兵衛と言い、宝暦2年6月1日（1752年7月11日）に没している。他の門人に鳥居清倍、鳥居清倍2代目、鳥居清春、鳥居清重、鳥居清忠、鳥居清朝らがいる。『鳥居画系譜』には他に鳥居清経、二代目鳥居清元、鳥居清朗らの名前も清信の門人として見られるが、現在、作品は残存していないといわれる。また、『浮世絵類考』が奥村政信や西村重長、近藤清春などを清信の門人としているのは、彼らの作品が島居派のものにあまりにも酷似していることによる誤解であるといわれる。他にも羽川珍重、懐月堂安度、常川重信などのようなわずかな版画作品を残した同時期の絵師にも多くの影響を与えている。

## 作品

### 版画
- 「蚊帳の内外」 墨摺筆彩 大判 ベルリン国立アジア美術館所蔵
- 「立美人図」 墨摺絵 大々判 東京国立博物館所蔵
- 「沢村小伝次の露の前」 丹絵 ウースター美術館所蔵
- 「上村吉三郎の女三の宮」 丹絵 大々判 シカゴ美術館所蔵
- 「滝井半之助」 丹絵 大々判 シカゴ美術所蔵 宝永3年〜宝永6年
- 「初代大谷広次のはしば久吉と二代目三条勘太郎の若衆」 漆絵 細判 キヨッソーネ東洋美術館所蔵
- 「五良時むね市川団蔵　せうせう藤村半太夫」 漆絵 細判 慶応義塾所蔵 享保6年（1721年）
- 「初世市川門之助」 漆絵  細判 東京国立博物館所蔵 享保前期

### 肉筆画
| 作品名                 | 技法     | 形状・員数 | 所有者                                   | 年代              | 落款                                        | 備考                                                                                       |
| ---------------------- | -------- | ---------- | ---------------------------------------- | ----------------- | ------------------------------------------- | ------------------------------------------------------------------------------------------ |
| 大江山図               | 板地着色 | 絵馬       | 田村神社（福島県）                       | 宝永年間          | 「日本画工鳥居清信図」落款印章              | 福島県指定重要文化財                                                                       |
| 傘差し美人図           | 紙本着色 | 1幅        | 東京国立博物館                           |                   | 款記「鳥居清信筆」/「清信」朱文方郭円印     |                                                                                            |
| 節分図                 | 紙本淡彩 | 扇面1本    | 東京国立博物館                           | 宝永から正徳      | 「清信」印                                  | 上弦44.3 下弦18.1 径16.8                                                                   |
| 立姿役者図             | 紙本着色 | 1幅        | 出光美術館                               |                   |                                             | 伝初代鳥居清信                                                                             |
| 坂東一寿曽我七草の段図 | 紙本着色 | 1幅        | フリーア美術館                           | 宝永年間          |                                             |                                                                                            |
| 好色花合せ             | 紙本着色 | 1巻        | ボストン美術館（ビゲロー・コレクション） | 宝永年間          | 款記「絵師鳥居清信圖」/「清信」朱文方郭円印 | 春画                                                                                       |
| 春秋絵巻               | 絹本着色 | 2巻        | 個人                                     | 正徳年間          | 無款                                        | 春画。上記の「好色花合せ」と共通する図様が多いが、これよりやや下る時期の作品と考えられる。 |
| 嵐三五郎の後面の所作図 | 紙本着色 | 1幅        | ミネアポリス美術館                       | 正徳年間          |                                             |                                                                                            |
| 坂東一寿曾我七草の段図 | 紙本着色 | 1幅        | フリーア美術館                           | 正徳5年（1715年） |                                             |                                                                                            |
| 太夫と禿               | 絹本着色 | １幅       | シカゴ美術館                             |                   | 「清信」朱文方郭円印                        | Gift of Mr. and Mrs. Harold G. Henderson                                                   |
| 調髪美人図             |          | １幅       | MOA美術館                                | 17世紀            |                                             |                                                                                            |